# Chambre des députés (Autriche)

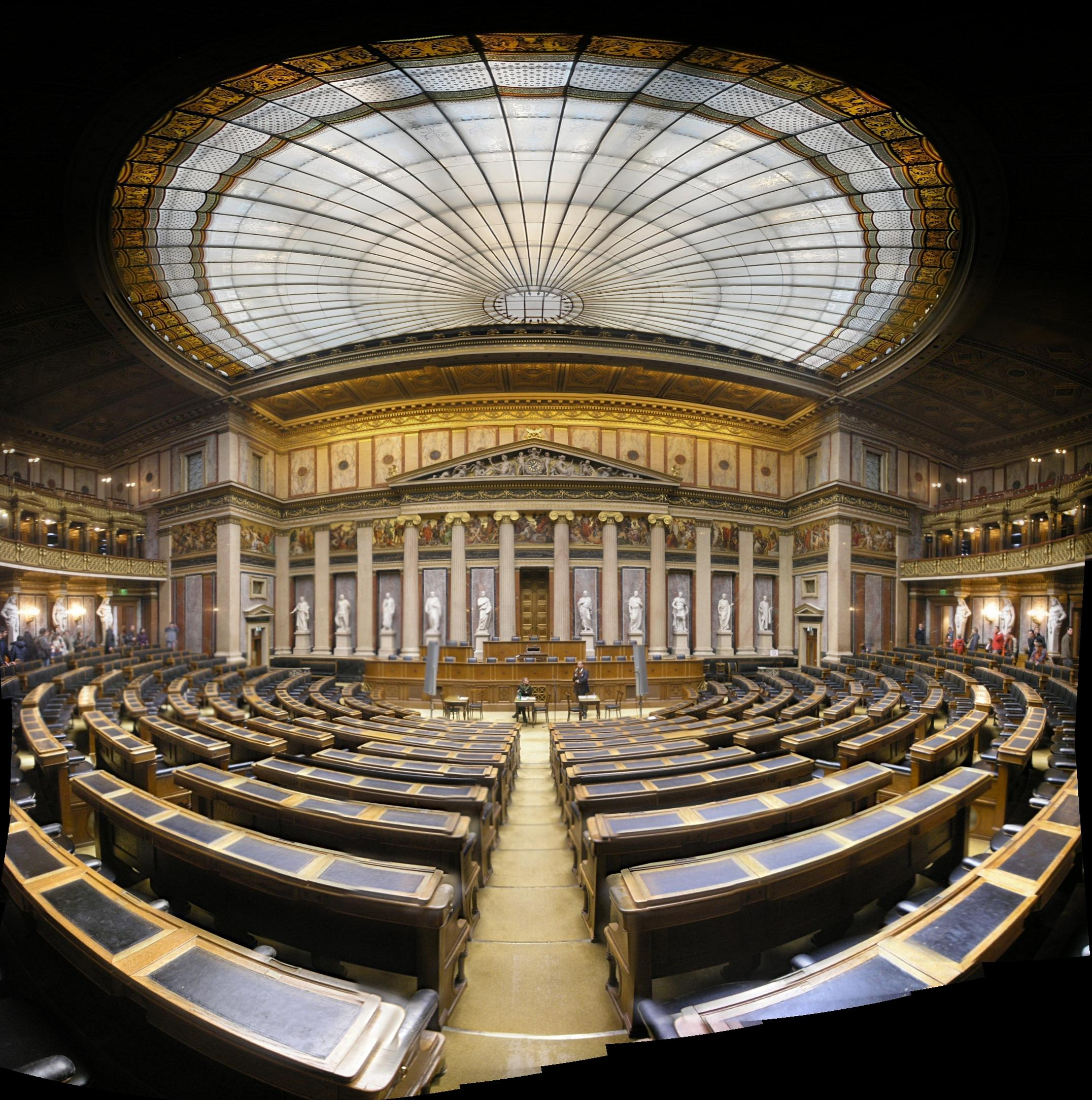
Salle de réunion de la Chambre des représentants 1883-1918

La Chambre des députés (en allemand : Abgeordnetenhaus) était la chambre basse du Conseil impérial autrichien (en allemand : österreichischen Reichsrates) de 1861 à 1918. La Herrenhaus faisait office de Chambre haute.

## Histoire

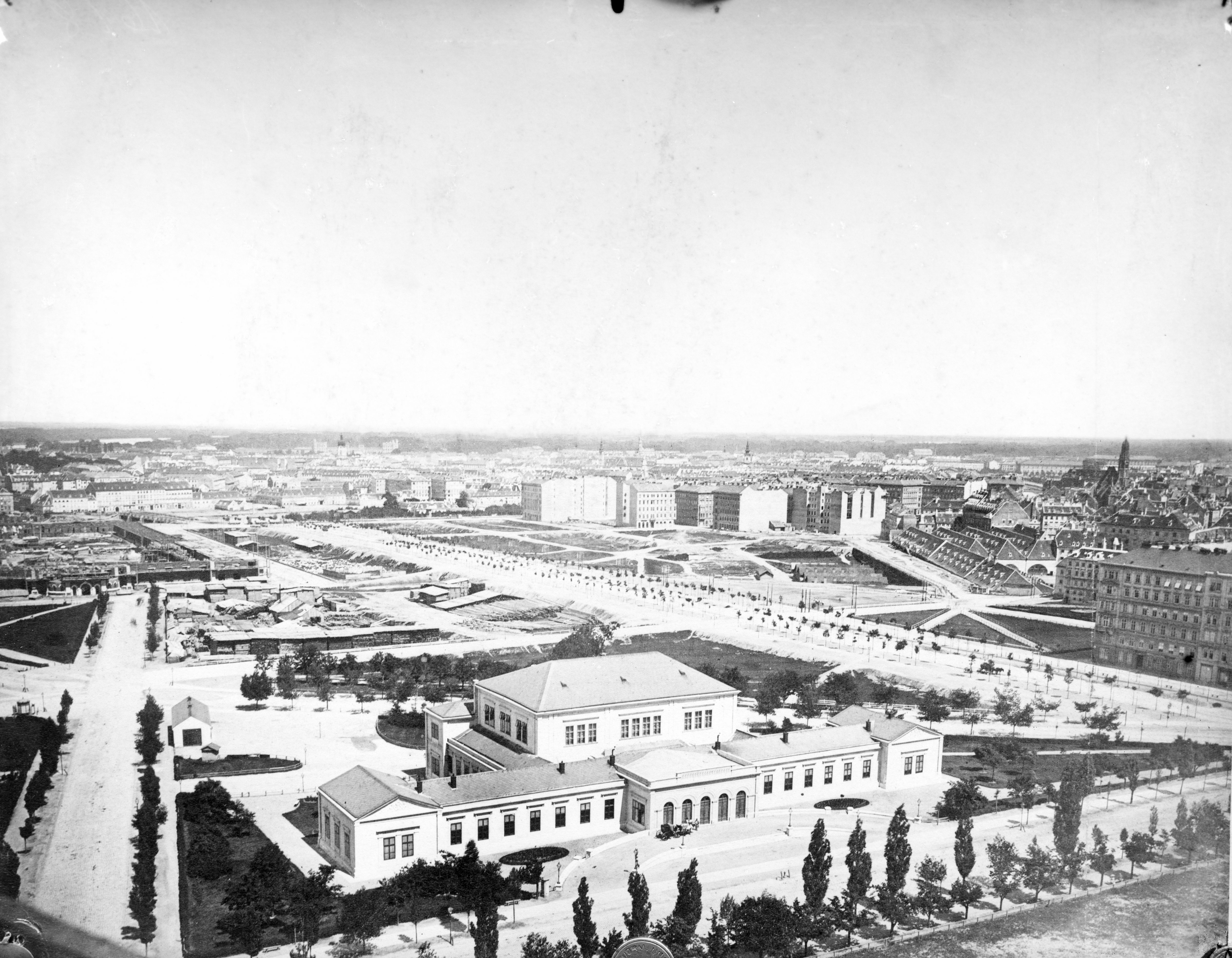
La Chambre des députés provisoire dans la Währinger Strasse à Vienne, appelée dédaigneusement "Schmerlingtheater" et utilisée de 1861 à 1883, en 1861.

La Chambre des députés, alors compétente pour l'ensemble de la monarchie, se réunit pour la première fois le 29 avril 1861, à l'instar de la Chambre des Seigneurs. En 1867, la Constitution de décembre, qui ne concernait plus le royaume de Hongrie (après la soi-disant compensation), fixa le nombre de députés à envoyer par les diètes régionales à 203, dont 54 pour la Bohême, 38 pour la Galicie, la Lodomérie et Cracovie, 22 pour la Moravie et 18 pour l'Autriche sous l'Enns).
Jusqu'en 1883, les séances se tenaient dans le bâtiment provisoire de la Währinger Strasse à Vienne. La salle de réunion historique de la Chambre des députés, située dans le nouveau bâtiment du Reichsratsgebäude, qui pouvait accueillir en dernier lieu 516 députés de la Bucovine à la Dalmatie, a été utilisée pour la première fois pour une séance le 4 décembre 1883. Aujourd'hui, cette salle du bâtiment du Parlement n'est normalement utilisée que pour les séances de l'Assemblée fédérale à l'occasion de l'investiture du président fédéral et pour d'autres actes d'État où les deux chambres du Parlement sont réunies.

### Le système électoral de la curie de 1873
En 1873, le nombre de députés a été porté de 203 à 353 à la demande du ministère libéral Adolf von Auersperg. Depuis la réforme électorale de 1873, les mandataires, auparavant élus chaque année par les diètes régionales, étaient élus au suffrage direct pour une période électorale de six ans. Le droit de vote par curie était en vigueur. Il existait quatre curies dans lesquelles les électeurs étaient classés en fonction de leur statut et de leur fortune. La curie des grands propriétaires fonciers comptait 85 députés, celle des chambres de commerce et d'industrie 21, les grands et moyens paysans (communes rurales) en élisaient 128. Tous les autres citoyens masculins vivant dans les villes, âgés d'au moins 24 ans et payant chaque année au moins 10 florins (cinq florins à partir de 1882) d'impôts directs, pouvaient élire 118 députés dans la quatrième curie. Cela représentait au total 6 % de la population adulte.
Le 14 juin 1896, le nombre de députés fut porté à 425 et une cinquième catégorie générale d'électeurs fut introduite, dans laquelle tous les hommes pouvaient voter (voir ci-dessous). Le 21 janvier 1907, à l'occasion de l'abolition du droit de vote par curie, le nombre de députés a été porté à 516.

### Le suffrage universel masculin
Le 10 octobre 1893, le gouvernement royal et impérial a présenté un projet de loi. Le gouvernement d'Eduard Taaffe présenta à la Chambre des députés un projet de loi qui aurait signifié l'abolition de la quatrième curie et l'introduction du suffrage universel pour la troisième curie. Mais la plupart des députés s'y opposèrent fermement, de sorte que la réforme du droit de vote n'aboutit pas.
En 1896, le Premier ministre Kasimir Felix Badeni eut plus de succès : la réforme du droit de vote qu'il fit adopter modifia radicalement le caractère de la Chambre des députés. Une cinquième classe d'électeurs généraux fut introduite pour tous les citoyens masculins âgés de plus de 24 ans. Cette nouvelle classe d'électeurs pouvait envoyer 72 des 425 mandataires à la Chambre des représentants. Il s'ensuivit un profond remaniement politique au sein du Parlement. Les anciens partis de notables conservateurs et libéraux perdirent de l'importance, les partis de masse modernes, surtout les sociaux-démocrates et les chrétiens-sociaux, profitèrent du nouveau droit de vote.
Lors de la réforme du droit de vote présentée en 1906 par le Premier ministre Paul Gautsch (après les grandes manifestations sociales-démocrates de 1905) et poursuivie par son successeur Max Wladimir von Beck, nommé le 2 juin 1906, la dernière de la monarchie, les cinq curies électorales existantes furent supprimées après une opposition d'abord farouche de la Chambre des Lords (voir : Parlement et Empereur) et le droit de vote universel, égal, secret et direct fut introduit pour tous les hommes.
Selon ce nouveau système, 516 députés ont été élus en 1907. Parmi eux, 130 étaient élus en Bohême, 106 en Galicie, 64 en Autriche sous l'Enns et 49 en Moravie. L'élection du Reichsrat de 1911 fut la dernière avec le suffrage universel masculin.
Les deux élections renforcèrent la tendance vers les nouveaux partis de masse : en 1907, les chrétiens-sociaux et en 1911 les sociaux-démocrates devinrent le groupe parlementaire le plus important. Durant l'été 1917, la durée du mandat des députés élus en 1911 fut prolongée jusqu'à fin 1918 en raison de la guerre.
De nombreux partis et groupements étaient représentés à la Chambre des députés, car toutes les tendances politiques étaient organisées séparément en tant que partis au sein des différentes nationalités de Cisleithanie. Les négociations du Reichsrat étaient souvent marquées par les conflits entre les nationalités. Il ne s'agissait pas seulement de questions fondamentales, mais aussi d'une multitude de conflits locaux qui ne concernaient que deux nationalités. Dans ces conditions, il était très difficile d'organiser une majorité pour soutenir le gouvernement (qui ne dépendait pas de la confiance du Reichsrat). A plusieurs reprises, le Conseil impérial fut suspendu par l'empereur sur proposition du gouvernement en raison des conflits nationaux qui dégénéraient.

### Parlement et gouvernement
De 1867 à 1879, le parti libéral allemand avait la majorité à la Chambre des députés du Reichsrat. Il a fourni les gouvernements des ministres-présidents Karl Wilhelm Philipp von Auersperg et Adolf Carl Daniel von Auersperg. Leur déclin marqua la fin de la domination allemande au Reichsrat.
Le gouvernement du comte Eduard Taaffe s'appuyait de 1879 à 1893 sur les cléricaux austro-allemands ainsi que sur les conservateurs tchèques et polonais. En 1882, il abaissa le seuil de recensement pour le droit de vote de 10 à 5 florins d'impôt par an. Fortement combattu par les partis nationaux radicaux, Taaffe échoua dans sa tentative d'introduire un droit de vote quasi universel.
Après 1893, aucun gouvernement ne put obtenir le soutien permanent de la majorité de la Chambre des représentants.

### Parlement et Empereur

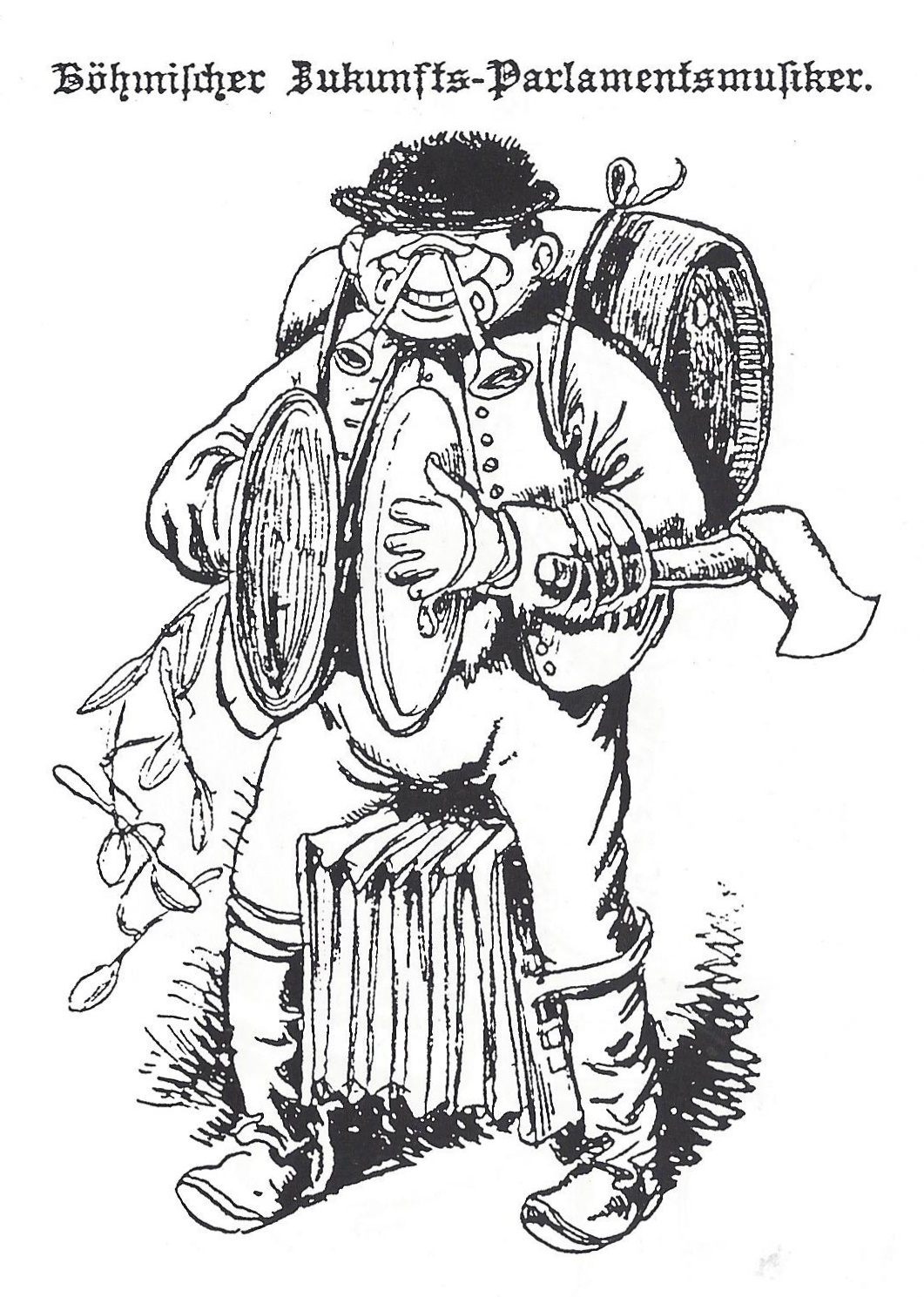
Musicien tchèque du Parlement du futur (1900).

L'empereur François-Joseph Ier, qui régnait au début de manière absolue, s'est longtemps méfié du parlementarisme qu'il avait dû concéder à la bourgeoisie qui se renforçait ; il s'en tenait cependant strictement à la constitution qu'il avait sanctionnée. Au XIXe siècle, l'extension progressive du droit de vote a dû être arrachée de haute lutte par les gouvernements successifs à l'empereur sceptique.
Les résolutions impériales régulièrement promulguées pour l'ajournement du Conseil impérial ne provenaient pas d'impulsions absolutistes, mais avaient lieu sur proposition du gouvernement impérial et royal. Le gouvernement était consulté lorsque le Conseil impérial n'était pas en mesure de délibérer et de prendre des décisions en raison d'une obstruction, le plus souvent de la part de députés tchèques du royaume de Bohême.
François-Joseph 1er ne se rendit que deux fois au bâtiment du Parlement, lors de la fête de l'achèvement du gros œuvre et de l'inauguration. Les députés devaient écouter les discours du trône à la Hofburg. La cour tentait ainsi de maintenir la fiction selon laquelle l'empereur restait le véritable détenteur du pouvoir, comme le suggérait également l'introduction stéréotypée des lois adoptées : "Avec l'accord des deux chambres du Conseil impérial, je trouve à ordonner comme suit ..."
Après la révolution russe de 1905, l'empereur changea d'attitude vis-à-vis du Parlement et s'engagea activement, avec son Premier ministre Max Wladimir von Beck, dans l'introduction du suffrage universel masculin, comme le réclamait la social-démocratie lors de grandes manifestations. L'héritier du trône, Franz Ferdinand, s'y opposa en 1906 avec de grands propriétaires terriens nobles et voulut faire échouer la réforme à la Chambre des Lords. L'empereur fit alors intervenir ses deux colonels, Rudolf Fürst Liechtenstein et Alfred Fürst Montenuovo, dans des discussions de couloirs au Herrenhaus (les interventions officielles n'ont pas pu être identifiées dans les procès-verbaux sténographiques) en faveur de la réforme. La réforme du droit de vote entra en vigueur en 1907.
Le Conseil impérial, ajourné depuis le printemps 1914 sur proposition du Premier ministre Karl Stürgkh, n'était pas impliqué dans la décision concernant la guerre. L'empereur Charles Ier, qui prit ses fonctions le 21 novembre 1916, convoqua à nouveau le Reichsrat pour le 30 mai 1917 et ne l'ajourna plus. La Chambre des députés tint sa dernière séance le 12 novembre 1918, l'empereur ayant déclaré le 11 novembre qu'il renonçait à toute participation aux affaires de l'État.

## Législature

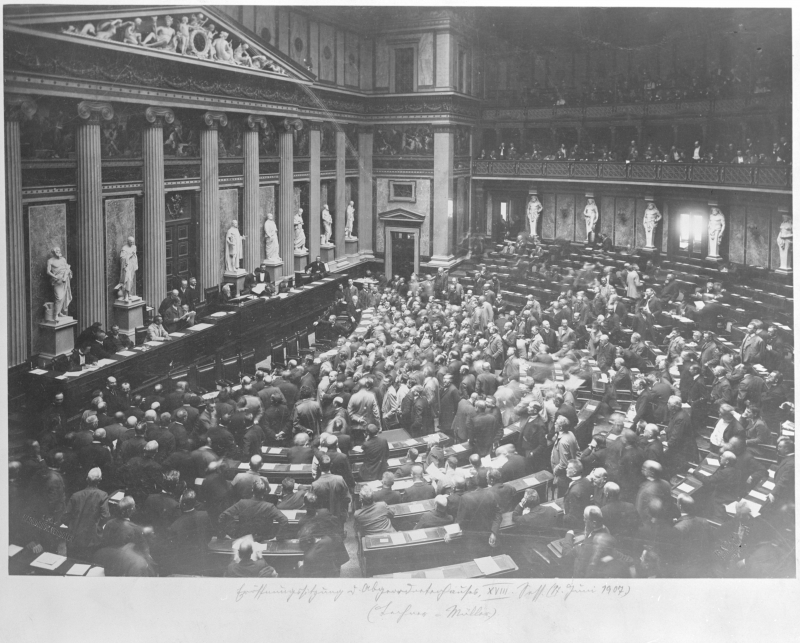
Séance d'ouverture d'une session de la Chambre des députés en 1907.

La Chambre des députés et la Chambre des Lords ont délibéré de 1861 à 1918 au cours de douze périodes législatives (Legislaturperioden - LP), qui étaient en corrélation avec les élections du Reichsrat organisées pour la Chambre des députés. Au cours de ces périodes législatives, les deux chambres se réunissaient en sessions qui, lorsque des problèmes insolubles au niveau parlementaire se posaient et que le gouvernement impérial et royal ne parvenait pas à trouver de solution, étaient suspendues. Si le gouvernement pensait ne pouvoir avancer que par des décrets impériaux, le Conseil impérial était ajourné ; la dernière fois, c'était au printemps 1914. Les 22 sessions ont été numérotées de 1861 à 1918. La Ve législature (1873-1879), la VIe législature (1888-1988), la VIIe législature (1891-1988), la VIIIe législature  (1892-1988) et la Xe législature (1901-1907)furent particulièrement longues, avec chacune une session continue. En face, il y a des législatures très courtes (p. ex. IIIe législature (1870-1871)) et la IXe législature (1871). En raison de quatre ajournements du Reichsrat au cours des trois années 1897-1900, la XIIe législature s'est divisée en cinq sessions. La durée des sessions dépendait de la Chambre des députés. Si celle-ci était ajournée, la Chambre des Lords ne pouvait pas non plus se réunir.
Les lois étaient adoptées si les deux chambres du Conseil impérial les approuvaient et si l'empereur donnait sa sanction. Si les deux chambres du Reichsrat n'étaient pas d'accord sur une loi de finances ou une loi sur les recrues (sur le montant du contingent à lever), le chiffre le plus bas était considéré comme approuvé jusqu'en 1917, conformément au § 13 de la loi fondamentale sur la représentation impériale de 1867. L'indication dans la littérature selon laquelle de telles décisions législatives auraient pu entrer en vigueur sans l'accord de la Chambre des Lords n'est correcte que si, pour une telle loi, la Chambre des Lords avait voté un chiffre supérieur à celui de la Chambre des Représentants. En tant que règle générale, cette indication est erronée. En juillet 1917, il a été décidé qu'en cas de divergence entre les deux chambres du Reichsrat, une commission de conciliation devait intervenir.

## Présidence

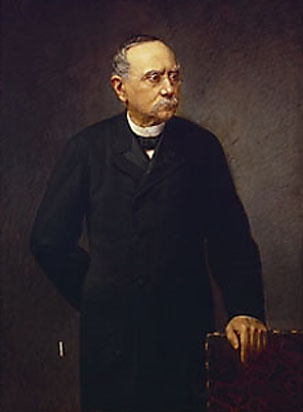
Leopold Hasner Ritter von Artha, président de la Chambre des représentants

Les présidents de la Chambre des représentants étaient
- Franz von Hein, 29 avril 1861 – 1863
- Leopold Hasner von Artha, 17 Juin 1863 - Septembre 1865
- (inoccupé, 1865–1867)
- Carl Giskra, Mai 1867 – 1868
- Moritz Kaiserfeld von Blagatinschegg, 1868 – 1870
- Franz-Xaver Fragner, Freiherr von Hopfen, 15 septembre 1870 – 1873
- Karl Rechbauer, 1873 – 1879
- Franz, Graf Coronini, 1879 – 1881
- Franz Smolka, 1881 – 1893
- Josef, Freiherr Chlumecky, 1893 – 1897
- Theodor, Freiherr von Kathrein, 6 avril 1897– 26 octobre 1897
- David, Ritter von Abrahamowitz, 26 octobre 1897 – 26 septembre 1898
- Viktor von Fuchs, 26 septembre 1898 – 1901
- Moritz, Graf Vetter von der Lilie, 1901 – 1907
- Richard Weiskirchner, 1907 – 1909
- Robert Pattai, 1909 – 1911
- Julius Sylvester, 1911 – 1917
- Gustav Gross, dernier président, 30 mai 1917 – 12 novembre 1918

## Siège
La Chambre des députés siégeait à l'origine dans le Schmerlingtheater de la Währinger Strasse, tandis que la Maison des hommes se trouvait provisoirement dans le Landhaus de Basse-Autriche de la Herrengasse pendant les 22 premières années.
Il était prévu de construire des bâtiments représentatifs pour les deux maisons sur la nouvelle Ringstrasse de Vienne. Il a été envisagé de créer à nouveau des bâtiments séparés pour les deux maisons du Reichsrat ; ils ont été rejetés au profit d'un bâtiment commun. Le concours d'architecture de 1864 a été suivi de la construction du bâtiment impérial et royal de 1874 à 1883. Le bâtiment du Conseil impérial fut construit sur l'ancien Franzensring d'après le projet de Theophil Hansen. La salle de réunion et d'autres locaux de la Chambre des députés ont été aménagés dans la moitié nord du bâtiment du Conseil impérial.
La salle de réunion de la Chambre des députés étant la plus grande salle de réunion du bâtiment, elle est aujourd'hui utilisée pour l'Assemblée fédérale (Bundesversammlung) et des événements particuliers, ainsi que pour des manifestations culturelles. Aujourd'hui, la salle n'est plus la salle de réunion d'une des deux chambres de la République, le Conseil fédéral (Bundesrat) se réunit dans l'antichambre du Herrenhaus, l'actuel Conseil national (Nationalrat).